# Roman Zawistowski
Roman Zawistowski (ur. 28 stycznia 1902 w Warszawie, zm. 9 lipca 1987 tamże) – polski aktor teatralny i filmowy, reżyser teatralny, kierownik teatrów i wykładowca akademicki.

## Życiorys
Syn Teofila. Uczęszczał do Miejskiej Szkoły Dramatycznej w Krakowie. W latach 1922–1927 należał do zespołu Reduty; najpierw w Warszawie, a następnie w Wilnie. W międzyczasie, w sezonie 1924/1925 występował w Teatrze im. Juliusza Słowackiego w Krakowie. W kolejnych latach grał i reżyserował w Poznaniu (Teatr Nowy 1927–1929, Teatr Polski 1933–1937) oraz w Warszawie (Teatr Ateneum 1930–1933, Teatr Malickiej 1937–1938, Cyrulik Warszawski 1937–1938). W 1939 roku powrócił do Poznania, gdzie reżyserował w Teatrze Polskim, będąc jednocześnie słuchaczem Wydziału Sztuki Reżyserskiej PIST w Warszawie.
W 1944 roku występował i reżyserował w krakowskim Teatrze Powszechnym. Po zakończeniu wojny przeniósł się do Katowic, gdzie grał na deskach Teatru Śląskiego im. Stanisława Wyspiańskiego w Katowicach. Następnie w okresie 1945–1949 pracował w Krakowie (Teatr Powszechny, Miejskie Teatry Dramatyczne), by na kolejne lata powrócić do Katowic (1949–1954). Tam głównie reżyserował, a w latach 1951–1954 był kierownikiem artystycznym Teatru Śląskiego. W kolejnych latach pracował w Starym Teatrze im. Heleny Modrzejewskiej w Krakowie jako dyrektor i kierownik artystyczny (1954–1957), Teatrze Polskim w Warszawie jako reżyser (1957–1962) oraz ponownie w Katowicach jako dyrektor i kierownik artystyczny (1962–1965). Przez kolejne lata (1965–1970) reżyserował gościnnie, m.in. w Warszawie. Wystąpił w dwóch audycjach Teatru Polskiego Radia (1951, 1956) oraz wyreżyserował dwa spektakle Teatru Telewizji (1958, 1963).
Jeszcze przed II wojną światową działał jako pedagog, wykładając w Instytucie Reduty (1931). W 1945 roku prowadził zajęcia z gry aktorskiej w Szkole Dramatycznej przy Teatrze Śląskim w Katowicach. Przez kolejne lata (1946–1947, 1949–1950, 1955–1957) wykładał w Państwowej Wyższej Szkole Teatralnej w Krakowie m.in. inscenizację, reżyserię i grę, a w okresie 1955–1957 był dziekanem Wydziału Reżyserii uczelni. Natomiast w latach 1957–1970 był wykładowcą Państwowej Wyższej Szkoły Teatralnej w Warszawie, gdzie prowadził zajęcia z gry aktorskiej, recytacji zbiorowych oraz techniki. W 1970 roku przeszedł na emeryturę.
Zmarł w Warszawie, pochowany na cmentarzu Powązkowskim (kwatera 249-5-2).

## Filmografia
- Rok pierwszy (1960) – Pielewicz, dowódca oddziału milicji, później burmistrz
- Panienka z okienka (1964)
- Nieznany (1964) – Uzbek Szarip

## Ordery i odznaczenia
- Krzyż Oficerski Orderu Odrodzenia Polski (15 lipca 1954)[1]
- Krzyż Kawalerski Orderu Odrodzenia Polski (18 lutego 1953)[3]
- Medal 10-lecia Polski Ludowej (28 stycznia 1955)[4]

## Nagrody
- Nagroda Państwowa III stopnia za reżyserię sztuk: Lutowskiego Wzgórze 35, Gorbatowa Młodość Ojców i Fredry Dożywocie w Państwowym Teatrze im. Wyspiańskiego w Katowicach (1952)[5]
- Nagroda Państwowa III stopnia (zespołowa) za reżyserię przedstawień: Mazepa Juliusza Słowackiego i Zagłada eskadry Aleksandra Korniejczuka w Teatrze Śląskim im. Stanisława Wyspiańskiego w Katowicach (1953)
- Puchar Przechodni czytelników „Kuriera Polskiego” dla najlepszego przedstawienia (Mazepa Juliusza Słowackiego) (1958)
- II nagroda za inscenizację i reżyserię sztuki Maskarada Michaiła Lermontowa na II Ogólnopolskim Festiwalu Sztuk Rosyjskich i Radzieckich (1962)
- Nagroda I stopnia Ministra Kultury i Sztuki (1969)